# Campionato europeo maschile under 17 di calcio 2014
Il campionato europeo di calcio Under-17 2014 è stato la 13ª edizione del torneo organizzato dalla UEFA. L'Inghilterra ha vinto il titolo per la seconda volta.
La fase finale si è disputata a Malta dal 9 al 21 maggio 2014.
Al torneo potevano partecipare solo i giocatori nati dopo il 1º gennaio 1997.

## Qualificazioni
Il turno di qualificazione, il cui sorteggio si è tenuto a Nyon il 5 dicembre 2012, si è disputato tra il 21 settembre e il 19 novembre 2013: 52 rappresentative sono state divise in 13 gironi di 4 squadre.
Si sono qualificate al Turno Elite le prime due di ogni girone più la migliore terza, escludendo il risultato della partita contro l'ultima classificata del proprio girone, alle quali si è aggiunta la testa di serie Germania.
Nel Turno Elite le 28 squadre qualificate sono state divise in sette gironi, le cui vincenti si sono qualificate per la fase finale del torneo.

## Squadre qualificate
- Malta (paese organizzatore)
- Svizzera (vincente gruppo 1)
- Turchia (vincente gruppo 2)
- Paesi Bassi (vincente gruppo 3)
- Inghilterra (vincente gruppo 4)
- Germania (vincente gruppo 5)
- Scozia (vincente gruppo 6)
- Portogallo (vincente gruppo 7)

## Città e stadi
- Stadio di Ta' Qali, Attard (Capienza: 18 000)
- Hibernians Ground, Paola (Capienza: 2 000)
- Gozo Stadium, Xeuchia (Capienza: 4 000)

## Sorteggio dei gruppi
Il sorteggio per stabilire i gruppi della fase finale si è tenuto a La Valletta il 10 aprile 2014.
| Gruppo A    | Gruppo B   |
| ----------- | ---------- |
| Malta       | Germania   |
| Inghilterra | Svizzera   |
| Paesi Bassi | Scozia     |
| Turchia     | Portogallo |

## Fase a gironi

### Gruppo A
| Pos. | Squadra     | Pt | G | V | N | P | GF | GS | DR  |
| ---- | ----------- | -- | - | - | - | - | -- | -- | --- |
| 1.   | Paesi Bassi | 9  | 3 | 3 | 0 | 0 | 10 | 4  | +6  |
| 2.   | Inghilterra | 6  | 3 | 2 | 0 | 1 | 7  | 3  | +4  |
| 3.   | Turchia     | 3  | 3 | 1 | 0 | 2 | 7  | 7  | 0   |
| 4.   | Malta       | 0  | 3 | 0 | 0 | 3 | 2  | 12 | -10 |

| Arbitro: | Nikola Dabanović |

|                                             |           |                               |
| Verdonk 54’ (rig.) Nouri 69’ Ould-Chikh 75’ | Marcatori | 43’ Enes Ünal 79’ Fatih Aktay |

| Arbitro: | Aleksandrs Anufrijevs |

|  |           |                                |
|  | Marcatori | 15’, 48’ Roberts 25’ Armstrong |

| Arbitro: | Jonathan Lardot |

|                                          |           |               |
| Solanke 22’, 49’ Kenny 58’ Armstrong 64’ | Marcatori | 16’ Enes Ünal |

| Arbitro: | Aliyar Agayev |

|                         |           |                                          |
| Mbong 37’ Friggieri 64’ | Marcatori | 5’, 27’, 42’ Schuurman 13’, 69’ Bergwijn |

| Arbitro: | Jonathan Lardot |

|                                               |           |  |
| Hayrullah Alıcı 43’, 58’ Fatih Aktay 70’, 76’ | Marcatori |  |

| Arbitro: | Alexander Harkam |

|  |           |                              |
|  | Marcatori | 45’ Verdonk 68’ van der Moot |

### Gruppo B
| Pos. | Squadra    | Pt | G | V | N | P | GF | GS | DR |
| ---- | ---------- | -- | - | - | - | - | -- | -- | -- |
| 1.   | Portogallo | 9  | 3 | 3 | 0 | 0 | 4  | 0  | +4 |
| 2.   | Scozia     | 6  | 3 | 2 | 0 | 1 | 4  | 3  | +1 |
| 3.   | Germania   | 1  | 3 | 0 | 1 | 2 | 1  | 3  | -2 |
| 4.   | Svizzera   | 1  | 3 | 0 | 1 | 2 | 2  | 5  | -3 |

| Arbitro: | Alexander Harkam |

|              |           |           |
| Henrichs 58’ | Marcatori | 72’ Babic |

| Arbitro: | Andreas Ekberg |

|  |           |                                  |
|  | Marcatori | 18’ Renato Sanches 78’ Luís Mata |

| Arbitro: | Nikola Dabanović |

|  |           |               |
|  | Marcatori | 54’ Luís Mata |

| Arbitro: | Aleksandrs Anufrijevs |

|  |           |            |
|  | Marcatori | 41’ Wright |

| Arbitro: | Andreas Ekberg |

|                     |           |  |
| Pedro Rodrigues 51’ | Marcatori |  |

| Arbitro: | Aliyar Agayev |

|             |           |                                     |
| Oberlin 20’ | Marcatori | 45’ Wighton 56’ Sheppard 63’ Hardie |

## Fase finale
|  | Semifinali  | Semifinali  | Semifinali        |                   |             | Finale      | Finale | Finale |  |
|  |             |             |                   |                   |             |             |        |        |  |
|  | Paesi Bassi | Paesi Bassi | 5                 |                   |             |             |        |        |  |
|  | Paesi Bassi | Paesi Bassi | 5                 |                   |             |             |        |        |  |
|  | Scozia      | Scozia      | 0                 |                   |             |             |        |        |  |
|  | Scozia      | Scozia      | 0                 |                   | Paesi Bassi | Paesi Bassi | 1 (1)  |        |  |
|  |             |             |                   |                   | Paesi Bassi | Paesi Bassi | 1 (1)  |        |  |
|  |             |             | Inghilterra (dtr) | Inghilterra (dtr) | 1 (4)       |             |        |        |  |
|  | Portogallo  | Portogallo  | Inghilterra (dtr) | Inghilterra (dtr) | 1 (4)       | 0           |        |        |  |
|  | Portogallo  | Portogallo  |                   |                   |             |             |        |        |  |
|  | Inghilterra | Inghilterra | 2                 |                   |             |             |        |        |  |

### Semifinali
| Arbitro: | Alexander Harkam |

|  |           |                         |
|  | Marcatori | 52’ Solanke 74’ Roberts |

| Arbitro: | Jonathan Lardot |

|                                                                          |           |  |
| Verdonk 35’ (rig.) Nouri 38’ Bergwijn 57’ Owobowale 59’ van der Moot 73’ | Marcatori |  |

### Finale
| Arbitro: | Andreas Ekberg |

|                                |                      |                                 |
| Schuurman 40’                  | Marcatori            | 25’ Solanke                     |
| van der Moot Schuurman Verdonk | Tiri di rigore 1 – 4 | Ledson Taylor Moore Cooke Kenny |